# Hannes Swoboda
Hannes Swoboda, né le 10 novembre 1946 à Bad Deutsch-Altenburg en Basse-Autriche, est un homme politique autrichien, membre du Parti social-démocrate d'Autriche (SPÖ). Il est député européen  de 1996 à 2014, membre du groupe Alliance progressiste des socialistes et démocrates au Parlement européen (S&D) dont il est vice-président de 1997 à 2012 puis président de 2012 à 2014. Il est membre de la Commission des affaires étrangères du Parlement européen et spécialiste des Balkans.

## Formation et carrière professionnelle
Hannes Swoboda est né le 10 novembre 1946 à Bad Deutsch-Altenburg en Basse-Autriche. Il est issu d'une famille d'origine tchèque. Il termine ses études secondaires en 1964. Entre 1964 et 1972, il étudie le droit et l'économie à l'université de Vienne.
Entre 1972 et 1986, il travaille à la Chambre du travail de Vienne dans son département économique. De 1972 à 1976, il travaille sur les questions financières et la politique environnementale. À partir de 1976, il dirige le nouveau département pour la politique municipale, qui régit les politiques de logement, d'économie et de santé publique.

## Mandats locaux
Hannes Swoboda préside à partir de 1979 la section du SPÖ de l'arrondissement de Meidling à Vienne.
Entre 1983 et 1988, Hannes Swoboda est membre du conseil municipal de Vienne et député du Parti social-démocrate d'Autriche (SPÖ) à l'Assemblée parlementaire de Vienne. À partir de 1986, il y est le coordinateur du groupe socialiste.
Entre juin 1988 et décembre 1991, il est conseiller municipal de Vienne responsable de l'urbanisme et du personnel. Il est ensuite responsable de l'urbanisme et de la circulation jusqu'en novembre 1994, puis de l'urbanisme et des relations extérieures jusqu'en octobre 1996.

## Député européen

### Mandats européens
Hannes Swoboda est élu député européen du Parti social-démocrate d'Autriche (SPÖ) lors des élections européennes partielles du 12 octobre 1996 qui suivent l'adhésion de l'Autriche. Il prend ses fonctions le 11 novembre 1996.
Il siège au sein du groupe parlementaire du Parti socialiste européen, qui devient en 2009 l’Alliance progressiste des socialistes et démocrates au Parlement européen. Il en est vice-président en 4 février 1997.
Lors des élections européennes de juin 2009, Hannes Swoboda est tête de liste du Parti social-démocrate d'Autriche (SPÖ). Le SPÖ utilise massivement les nouveaux médias pour faire campagne. Pour Hannes Swoboda, Internet ne remplace pas le contact direct entre les personnes mais permet de faciliter leur mise en relation et de diffuser leurs thèmes de campagne. Il insiste sur l'importance d'informer les électeurs sur le rôle et le fonctionnement du Parlement européen, et il estime que les critiques sur le rôle de l'Union européenne dans la crise économique peuvent être positives et conduire à une amélioration de l'action européenne.
En janvier 2012, il est candidat à la présidence du groupe Alliance progressiste des socialistes et démocrates au Parlement européen (S&D). Considéré comme favori et bénéficiant du soutien du président sortant Martin Schulz, il est élu le 17 janvier.
En février 2013, il demande avec plus d'un quart des députés européens la suspension du financement communautaire des partis et autres formations composées par les élus du Front national et leurs alliés européens. Cet appel est commenté dans les médias

### Travaux parlementaires sur la politique étrangère
Hannes Swoboda est membre de la commission parlementaire des Affaires étrangères, où il travaille en particulier sur la région des Balkans. Entre janvier 1997 et juillet 2009, il est vice-président de la délégation pour les relations avec l'Europe du Sud-Est.
Hannes Swoboda est le rapporteur du Parlement européen sur la candidature de la Croatie à l'entrée dans l'Union européenne. À ce titre, il rédige chaque année un rapport sur les progrès de la Croatie dans son processus d'adhésion, fondé sur le rapport de suivi annuel publié par la Commission européenne, qui analyse en détail les avancées réalisées par rapport aux critères d'adhésion.
Dans un rapport remis le 3 février 2000, Hannes Swoboda soutient la demande faite par la Commission au Conseil des ministres pour qu'il l'autorise à conclure un accord de stabilisation et d'association avec la Macédoine. Il demande que « les négociations s'engagent rapidement » et que l'accord comporte « une clause évolutive qui ouvre à l’ancienne république yougoslave de Macédoine la perspective d’une adhésion à l’Union européenne ».
L'accord de stabilisation et d'association avec la Macédoine est signé le 24 novembre 2000 en marge du sommet de Zagreb. Pour qu'il entre en vigueur, le Parlement européen doit donner son avis conforme. Hannes Swoboda se prononce en faveur de cet accord. Ses conclusions sont approuvées par le Parlement européen le 3 mai 2001.
En 2012, Hannes Swoboda plaide pour la levée de l'obligation de visa pour les Turcs[réf. souhaitée]. Il également précisé ses positions vis-à-vis de l'adhésion de la Turquie à l'Union européenne : « La Turquie s'est déplacée, et il est de plus en plus difficile pour nous de dire : Vous n'êtes pas encore prêt. Mais nous ne trouvons pas dans les pays membres de l'UE de majorité pour l'adhésion de la Turquie... Mis à part le Royaume-Uni parce que Londres représente les intérêts stratégiques des États-Unis. Le lobbying des Américains à l'adhésion turque à l'UE fait de la Turquie un cheval de Troie des États-Unis. ».

### Travaux parlementaires sur la politique des transports
Pendant la législature 1999-2004, il est membre de la Commission du transport et du tourisme au Parlement européen. Son activité législative au sein de cette commission parlementaire concerne surtout la politique commune des transports.
En 1999, il rédige un rapport sur le « paquet infrastructures » proposé par la Commission européenne le 22 juillet 1998 pour réformer la législation européenne sur le transport ferroviaire. Hannes Swoboda approuve les propositions de la Commission, qui visent à libéraliser progressivement l’offre de transport pour la rendre plus efficace. Il demande cependant que les règles soient moins détaillées pour laisser plus de marge de manœuvre aux États membres.
En 2001, il s'oppose à la proposition de la Commission européenne de réformer le système des écopoints qui réglemente la circulation des poids lourds en Autriche. La Commission critiquait des incohérences du système et proposait la suppression du plafond quantitatif pour les trajets des camions. Hannes Swoboda estime que ce plafond constitue « un élément essentiel du système d’écopoints » et que le supprimer conduirait à une augmentation du transit routier en Autriche. Ses conclusions sont rejetées par le Parlement européen, qui adopte la proposition de la Commission le 5 septembre 2001 par 303 voix pour, 253 contre et 18 abstentions.